# 猪熊しのぶ
猪熊 しのぶ（いのくま しのぶ、1968年8月17日 - ）は、日本の漫画家。男性。栃木県出身。血液型はA型。
1994年に『週刊少年サンデー』（小学館）で連載された「DRUM拳」（原作：井上敏樹）でデビュー。作品に『SALAD DAYS』、『都立水商!』、『雪月記』などがある。2018年より『ゴラクエッグ』（日本文芸社）サイト上において「異世界ソープランド輝夜」を連載中。

## 来歴
原秀則に師事、7年半のアシスタント生活の後。1993年、『週刊少年サンデー』にて井上敏樹原作の「DRUM拳」でデビュー。続く「SALAD DAYS」では、美少女たちと青少年の恋愛を描いた。「SALAD DAYS」終了後、剣道をテーマにした「旋風の橘」を『週刊少年サンデー』にて連載する。
その後活動の場を青年誌に移し、水商売を学ぶ高校を描いた「都立水商!」を連載する。

## 作品リスト

### 連載
- DRUM拳（原作：井上敏樹、『週刊少年サンデー』1994年3・4合併号 - 1994年42号）
- SALAD DAYS（『週刊少年サンデー超』1997年5月号 - 1998年1月号→『週刊少年サンデー』1998年48号 - 2001年48号）
- 旋風の橘（『週刊少年サンデー』2002年2・3合併号 - 2003年1号）
- 都立水商!（原作：室積光、『週刊ヤングサンデー』2003年21・22合併号 - 2008年35号→ビッグコミックスピリッツ増刊 YSスペシャルVol.1 - Vol.5）
- ダクションマン（『ビッグコミックスペリオール』2009年16号 - 2011年9号）
- 雪月記（原作：山上旅路、『月刊アフタヌーン』2009年11月号 - 2011年2月号）
- 都立水商!2（原作：室積光、『モバMAN』2011年夏 - 2018年5月[1]）
- 水晶 日韓恋愛狂詩曲（原案：TK2、『ビッグコミックスピリッツ』2012年38号 - 2013年49号）
- 初めてのあの日、ぼくらは（『コミックヘヴン』2015年17号 - 2016年24号）
- SALAD DAYS single cut 〜由喜と二葉〜（『ゴラクエッグ』2016年4月25日 - 2017年） - 第一部。
- 異世界ソープランド輝夜（『ゴラクエッグ』2018年9月10日 - 連載中）[2]
- 異世界ソープランド輝夜 外伝 あんずクエスト〜おてんば泡姫の大冒険〜（『コミックヘヴン』2023年7月号[3] - 連載中） - 『異世界ソープランド輝夜』のスピンオフ[3]。
- 7代祟りますので早く結婚してください！（作画：TABIKO、『月刊!スピリッツ』2024年1月号[4] - 連載中） - 原作担当[4]。

### 読み切り
- My Private Operator（『月刊ヤングジャンプ』2009年6月16日号）
- THE エクセレント 〜けっこう仮面外伝〜（『ビジネスジャンプ』2011年14号） - 「永井豪トリビュート企画」として描かれた『けっこう仮面』の続編的作品。

### 書籍
- 『DRUM拳』、原作：井上敏樹、小学館〈少年サンデーコミックス〉1994年、全4巻
- 『SALAD DAYS』、小学館〈少年サンデーコミックス〉1998年 - 2002年、全18巻
- 『旋風の橘』、小学館〈少年サンデーコミックス〉2002年 - 2003年、全5巻
- 『都立水商!』、原作：室積光、小学館〈ヤングサンデーコミックス〉2003年 - 2009年、全巻
- 『ダクションマン』、小学館〈ビッグコミックス〉2010年 - 2011年、全4巻
- 雪月記（原作：山上旅路、『月刊アフタヌーン』2009年11月号 - 2011年2月号、講談社）
- 『都立水商!2』、原作：室積光、小学館〈ビッグコミックススペシャル〉2012年 - 2018年、全8巻
- 『水晶 日韓恋愛狂詩曲』、原案：TK2、小学館〈ビッグコミックス〉2013年 - 2014年、全4巻
- 『初めてのあの日、ぼくらは』、日本文芸社〈ニチブンコミックス〉2015年 - 2016年、全2巻
- 『SALAD DAYS single cut 〜由喜と二葉〜』、日本文芸社〈ニチブンコミックス〉2016年 - 2017年、全2巻
- 『異世界ソープランド輝夜』、日本文芸社〈ニチブンコミックス〉2019年 - 、既刊8巻（2025年5月29日現在）
- 『異世界ソープランド輝夜 外伝 あんずクエスト〜おてんば泡姫の大冒険〜』、日本文芸社〈ニチブンコミックス〉2024年 - 、既刊2巻（2025年4月28日現在）
- 『7代祟りますので早く結婚してください！』、作画：TABIKO、小学館〈ビッグコミックス〉2024年 - 、既刊2巻（2025年1月30日現在）

## 関連人物
原秀則
師匠。
福地翼
元アシスタント。二日間のみ。

## その他
チャリティ活動に取り組んでおり、東日本大震災の被災者を支援する為に他の漫画家と共同で東日本大震災チャリティ同人誌「LOVE ACROSS JAPAN -日本中に愛を-」で執筆する。